# Fagnon
Fagnon település Franciaországban, Ardennes megyében. Lakosainak száma 341 fő (2022. január 1.). Fagnon Gruyères, Jandun, Mondigny, Neuville-lès-This, Thin-le-Moutier, This, Warcq és Warnécourt községekkel határos.

## Népesség
A település népességének változása:
| Lakosok száma | 189  | 282  | 334  | 356  | 327  | 325  | 342  | 350  | 344  | 341  |
|               | 1968 | 1982 | 1990 | 2006 | 2013 | 2015 | 2017 | 2019 | 2020 | 2022 |